# Muro de Alcoy
Muro de Alcoy (em castelhano) ou Muro d'Alcoi (em valenciano), também conhecido como Muro del Comtat ou simplesmente Muro, é um município da Espanha na província de Alicante, Comunidade Valenciana. Tem 30,24 km² de área e em 2021 tinha 9 326 habitantes (densidade: 308,4 hab./km²).

## Demografia
| Variação demográfica do município entre 1991 e 2004 | Variação demográfica do município entre 1991 e 2004 | Variação demográfica do município entre 1991 e 2004 | Variação demográfica do município entre 1991 e 2004 |
| --------------------------------------------------- | --------------------------------------------------- | --------------------------------------------------- | --------------------------------------------------- |
| 1991                                                | 1996                                                | 2001                                                | 2004                                                |
| 6548                                                | 7104                                                | 7514                                                | 7830                                                |